# Daiane Limeira
Daiane Limeira Santos Silva (meist nur Daiane, * 7. September 1997 in Londrina) ist eine brasilianische Fußballspielerin. Zumeist wird sie als Innenverteidigerin eingesetzt.

## Karriere

### Verein
Daiane begann ihre Laufbahn im Fußball in der Escola Flamengo Uberlândia, einer in ihrer damaligen Heimatstadt Uberlândia gelegene Fußballakademie von Flamengo Rio de Janeiro. Im Jahr 2013 absolvierte sie eine Probe beim Frauenfußballverein AD Centro Olímpico, konnte jedoch nicht die nötigen finanziellen Mittel aufbringen um nach São Paulo zu übersiedeln und sich der Mannschaft anzuschließen, woraufhin sie ihr Glück bei AE Kindermann versuchte. Dort absolvierte die damals 16-jährige Daiane zu Beginn Probetrainings für die U-17, wurde jedoch letztlich für die erste Mannschaft verpflichtet. Im Jahr 2014 spielte sie sowohl für Kindermann als auch für Joinville EC. Zur Saison 2015 wechselte sie zu XV de Piracicaba und bestritt darüber hinaus mit SE Tiradentes die Meisterschaft, bei der ihre Mannschaft das Halbfinale erreichte. Sie selbst stand in allen 12 Spielen in der Startformation. Im Jahr 2016 wurde Daiane vom regierenden Meister Rio Preto EC verpflichtet, im Campeonato Brasileiro unterlag ihre Mannschaft erst im Endspiel aufgrund der Auswärtstorregel gegen Flamengo Rio de Janeiro, im Campeonato Paulista hingegen holte das Team durch ein 1:0 nach Hin- und Rückspiel gegen den FC Santos den Titel.
2017 unterschrieb Daiane für den norwegischen Klub Avaldsnes IL, mit dem sie die Toppserien auf dem zweiten Platz beendete und im Pokal durch ein 1:0 im Endspiel gegen Vålerenga Oslo den ersten nationalen Titel in der Vereinsgeschichte holte. Am 25. August 2017 debütierte sie darüber hinaus in der UEFA Women’s Champions League. In der Gruppenphase bleiben die Norwegerinnen nach drei Siegen aus ebenso vielen Spielen ohne Punkteverlust, scheiterten jedoch im Sechzehntelfinale mit 0:6 nach Hin- und Rückspiel am FC Barcelona. Die Toppserien 2018 begann sie in den Reihen von Avaldsnes, wechselte jedoch im Sommer zu Paris Saint-Germain. Mit den Französinnen erreichte sie den zweiten Platz in der Division 1 Féminine und das Viertelfinale in der Champions League. Im Sommer 2019 wurde die brasilianische Verteidigerin zum spanischen Erstligaaufsteiger CD Tacón transferiert und landete mit der in der Saison 2019/20 mit Real Madrid assoziierten Mannschaft auf dem 10. Platz in der Liga. Zur Spielzeit 2020/21 wurde CD Tacón von Real Madrid inkorporiert und zu deren Frauenfußballsektion. In dieser Saison konnte Daiane aufgrund einer Verletzung kein Pflichtspiel bestreiten und wechselte im Anschluss zum Lokalrivalen Madrid CFF, mit dem sie 2021/22 19 Ligaspiele absolvierte. Im Juni 2022 kehrte sie in ihre brasilianische Heimat zurück und unterschrieb für Flamengo Rio de Janeiro. Mit Flamengo konnte Daiane 2023 und 2024 jeweils die Staatsmeisterschaft von Rio de Janeiro gewinnen, darüber hinaus holte sie 2023 auch den Staatspokal. Im Januar 2025 wechselte sie in die nordamerikanische National Women’s Soccer League zu Portland Thorns FC. 

### Nationalmannschaft
Daiane bestritt mit der U-20 Brasiliens die WM 2016, nach überstandener Gruppenphase, scheiterte sie mit ihrem Team im Viertelfinale an Japan. Sie stand in allen vier Spielen in der Startformation der Seleção.
Bei der Südamerikameisterschaft 2018 war sie Teil des Endrundenkaders Brasiliens und feierte am 13. April im Gruppenspiel gegen Bolivien ihr Debüt in der A-Nationalmannschaft. Brasilien konnte den Titel erfolgreich verteidigen und qualifizierte sich damit für die WM 2019. Daiane wurde für die Endrunde der WM zunächst nicht nominiert, ersetzte aber kurz vor Beginn des Turniers die verletzte Érika. Nur zwei Tage nach ihrer Einberufung bestritt Daiane das erste Gruppenspiel gegen Jamaika, nachdem sie in der 76. Minute für Kathellen Sousa eingewechselt wurde. Ihre Nationalmannschaft scheiterte im Achtelfinale nach Verlängerung an Frankreich. Im März 2020 nahm sie mit ihrer Auswahl am Tournoi de France teil.

## Erfolge
Verein
- Staatsmeisterschaft von Rio de Janeiro: 2023, 2024
- Staatspokal von Rio de Janeiro: 2023
- Norwegischer Fußballpokal: 2017
- Staatsmeisterschaft von São Paulo: 2016

Nationalmannschaft
- Fußball-Südamerikameisterschaft: 2018